# Amphineurus (Amphineurus) subdecorus
Amphineurus (Amphineurus) subdecorus is een tweevleugelige uit de familie steltmuggen (Limoniidae). De soort komt voor in het Australaziatisch gebied.